# Schlatt (Oberösterreich)
Schlatt  ist eine Gemeinde in Oberösterreich im Bezirk Vöcklabruck  im Hausruckviertel mit 1422 Einwohnern (Stand 1. Jänner 2024). Die Gemeinde liegt im Gerichtsbezirk Vöcklabruck.

## Geografie
Schlatt  liegt auf 409 m Höhe im Hausruckviertel. Die Ausdehnung beträgt von Nord nach Süd 4,4 km, von West nach Ost 5,9 km.  Die Gesamtfläche beträgt 11,1 km². 17,1 % der Fläche sind bewaldet, 67,6 % der Fläche sind landwirtschaftlich genutzt.

### Gemeindegliederung
Das Gemeindegebiet umfasst folgende Ortschaften (in Klammern Einwohnerzahl Stand 1. Jänner 2024):
- Apeding (154)
- Asperding (15)
- Breitenschützing (393)
- Herrenschützing (55)
- Hinterschützing (37)
- Hörweg (15)
- Oberharrern (107)
- Philippsberg (183)
- Römerberg (111)
- Schlatt (158)
- Staig (194)

### Nachbargemeinden
| Niederthalheim              | Aichkirchen (WL)                            | Neukirchen bei Lambach (WL) |
| Oberndorf bei Schwanenstadt | Kompassrose, die auf Nachbargemeinden zeigt |                             |
| Schwanenstadt               |                                             | Rüstorf                     |

## Geschichte
Die ersten urkundlichen Erwähnungen stammen aus dem Jahr 1160 für Scucingen (Herrenschützing) und Hardaren (Oberharrern). Slat (Schlatt) wird erstmals 1399 genannt.
Ursprünglich im Ostteil des Herzogtums Bayern liegend, gehörte der Ort seit dem 12. Jahrhundert zum Herzogtum Österreich. Seit 1490 wird er dem Fürstentum Österreich ob der Enns zugerechnet.
Während der Napoleonischen Kriege war der Ort mehrfach besetzt.
Seit 1918 gehört der Ort zum Bundesland Oberösterreich. Nach dem Anschluss Österreichs an das Deutsche Reich am 13. März 1938 gehörte der Ort zum Gau Oberdonau. Nach 1945 erfolgte die Wiederherstellung Oberösterreichs.
Die Gemeinde war bis Ende 2004 Teil des Gerichtsbezirks Schwanenstadt und wurde per 1. Jänner 2005 Teil des Gerichtsbezirks Vöcklabruck.

### Tergolape
Auf dem Gemeindegebiet von Schlatt befindet sich die Ausgrabungsstätte einer ehemaligen römischen Poststation. Ab 1953 fanden archäologische Arbeiten statt, deren Ergebnisse von Anton Bamberger dokumentiert wurden. Der römerzeitliche Topf im Gemeindewappen ist ein Hinweis auf die weit zurückreichende Geschichte der Gemeinde. Durch das Gemeindegebiet führt auch der Römerradweg.
- Ausgrabungen: Eine Anlage ähnlicher Art wie in der Gemeinde Schlatt konnte in Österreich noch nicht festgestellt werden.[4] Die Ausgrabungen erstreckten sich von 1953 bis 1963. Der Welser Archäologe Gilbert Trathnigg konnte 1954 den Kern der mansio feststellen. Damals standen ihm 20 Mann zur Verfügung, die über einen Zeitraum von 14 Tagen rund 1000 m an Suchgräben zogen. Die vorhandenen Baureste kamen klar zum Ausdruck.[5] Insgesamt wurden 38 Gebäudereste von unterschiedlicher Größe sowie eine ehemalige Schmiedewerkstätte und eine Gießerei freigelegt. Außerhalb der Grenzmauern konnten weitere zahlreiche Hausfundamente angeschnitten werden.[6] Die Bebauung weist mehrere Bauphasen auf.[7] Sehr erschwert wurden die Grabungsarbeiten durch räumliche und tiefenmäßige Beschränkungen.[8]

- Diskussion zur Lage: Römische Ruinen in Breitenschützing wurden der Station Tergolape zugeordnet, aber auch Schwanenstadt reklamiert die Tergolape für sich. Durch das Gemeindegebiet Schlatts führte die Reichsstraße von Iuvavum (Salzburg) nach Ovilava (Wels), die etwa den Verlauf der heutigen Bundesstraße 1 hatte. In antiken Quellen wird für Tergolape eine Entfernung von 14 Meilen (20,75 km) von Ovilava genannt. Als einer der ersten vertrat Altstraßenforscher Herbert Jandaurek die Meinung, dass die Station im Raum Schwanenstadt-Breitenschützing anzusetzen sei.[9] Autor Anton Bamberger stimmt mit dieser Annahme vollständig überein. Die optimale strategische Positionierung für Lichtsignale auf der Hochebene ohne landschaftliche Barrieren spricht für die Lage in Breitenschützing/Schlatt. Anton Bamberger, als Initiator der Ausgrabungen, hatte Pläne, Tergolape in ein Freilichtmuseum zu verwandeln.[10]

### Einwohnerentwicklung
1991 hatte die Gemeinde laut Volkszählung 1228 Einwohner, 2001 dann 1338 Einwohner.

## Kultur und Sehenswürdigkeiten

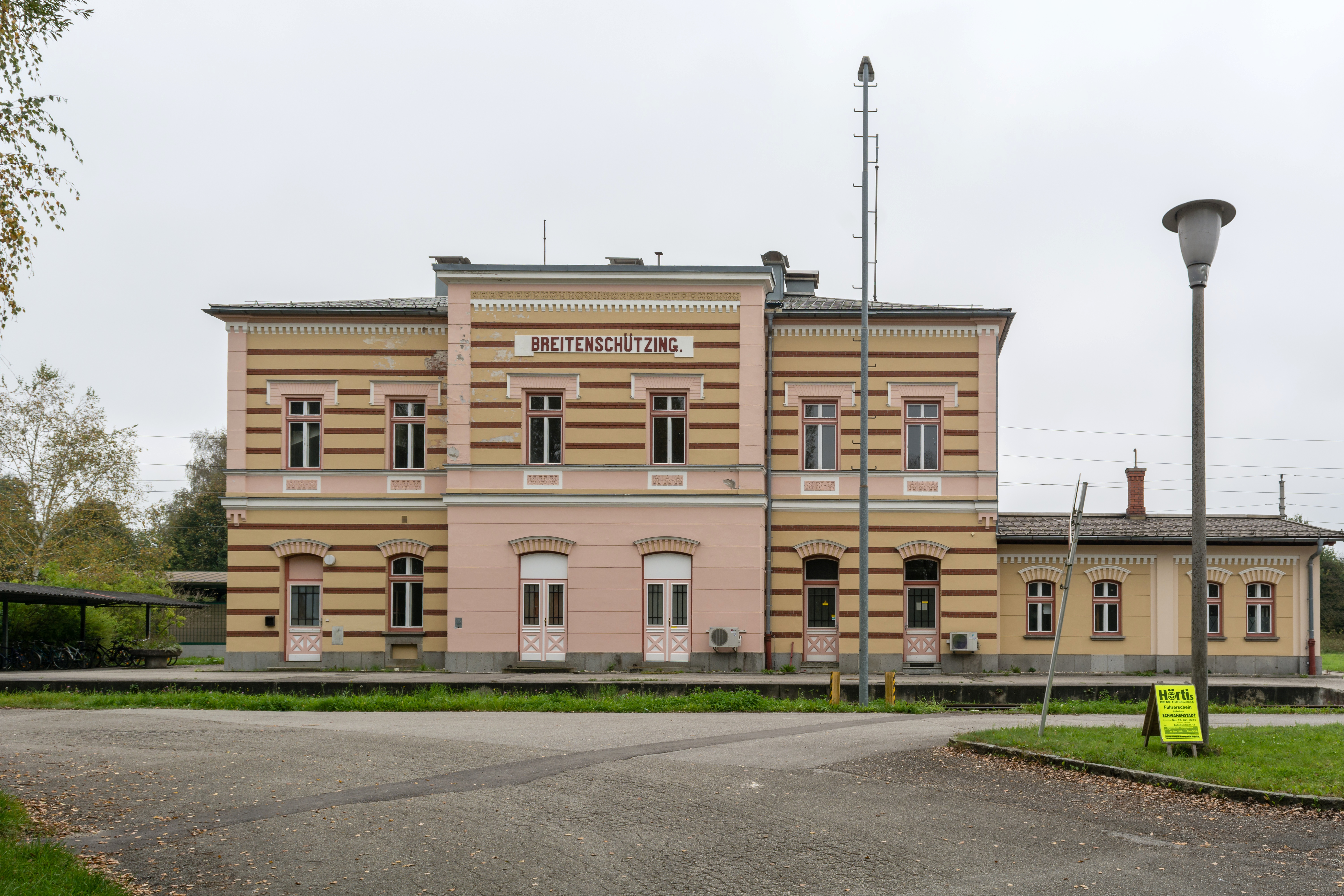
Ehemaliger Bahnhof in Breitenschützing

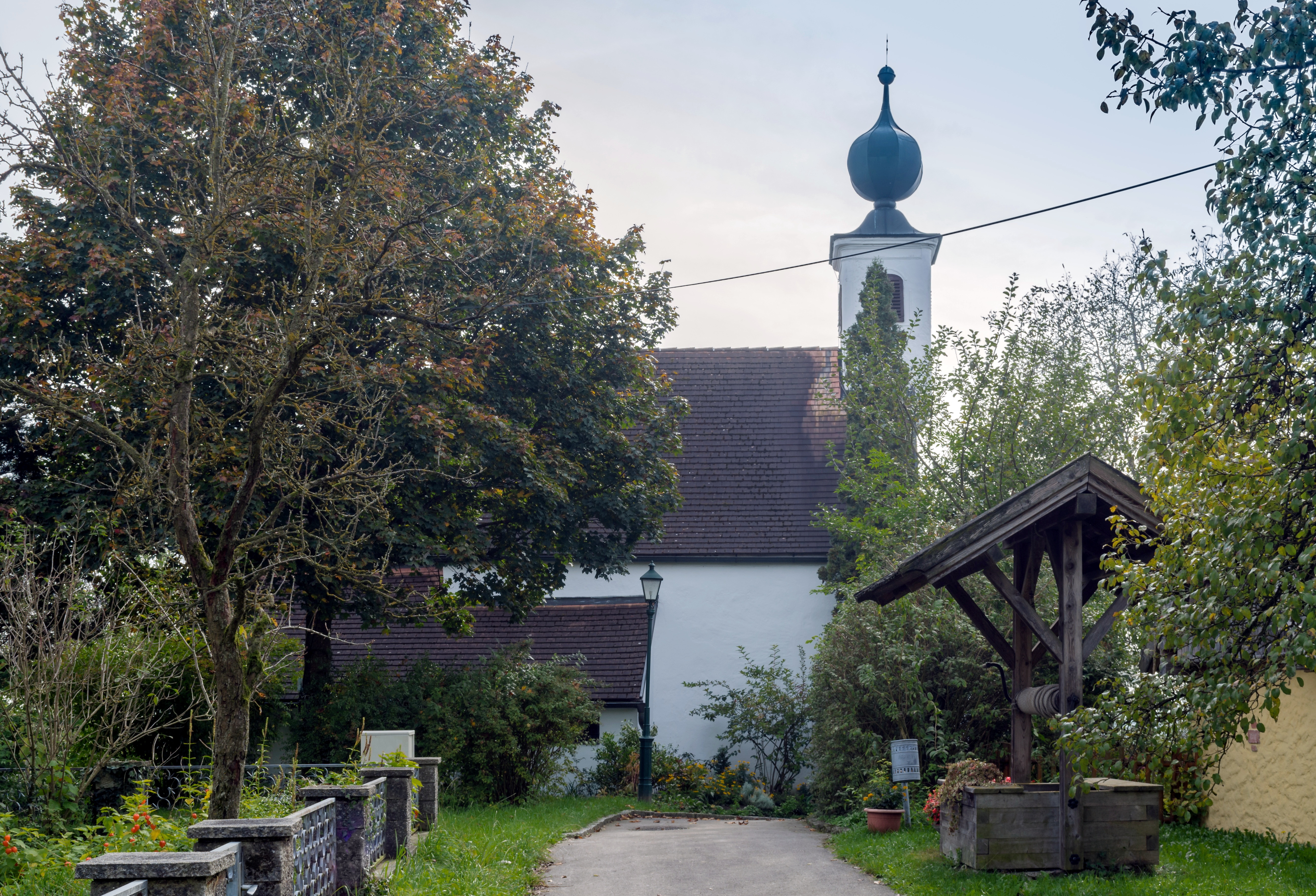
Kalvarienbergkirche in Philippsberg

## Wirtschaft und Infrastruktur

### Wirtschaftssektoren
Von den 36 landwirtschaftlichen Betrieben des Jahres 2010 wurden 17 im Haupt-, 15 im Nebenerwerb und vier von Personengemeinschaften geführt. Im Produktionssektor arbeiteten 63 Erwerbstätige im Bereich Herstellung von Waren, 28 in der Energieversorgung, elf im Baugewerbe und acht in der Wasserver- und Abfallentsorgung. Die wichtigsten Arbeitgeber im Dienstleistungssektor waren die Bereiche Handel (149), soziale und öffentliche Dienste (13) und Verkehr (11 Mitarbeiter).
| Wirtschaftssektor            | Anzahl Betriebe | Anzahl Betriebe | Erwerbstätige | Erwerbstätige |
| Wirtschaftssektor            | 2011            | 2001            | 2011          | 2001          |
| ---------------------------- | --------------- | --------------- | ------------- | ------------- |
| Land- und Forstwirtschaft 1) | 36              | 43              | 31            | 36            |
| Produktion                   | 18              | 14              | 110           | 114           |
| Dienstleistung               | 49              | 34              | 198           | 176           |

1) Betriebe mit Fläche in den Jahren 2010 und 1999

### Verkehr
- Eisenbahn: Durch das Gemeindegebiet verläuft die Westbahn. Ab dem Bahnhof Breitenschützing gibt es halbstündliche Schnellbahnverbindungen nach Wels.[14]
- Straße: Die wichtigste Straßenverbindung ist die Wiener Straße B1.

## Politik
Der Gemeinderat hat 19 Mitglieder.
- Mit den Gemeinderats- und Bürgermeisterwahlen in Oberösterreich 2003 hatte der Gemeinderat folgende Verteilung: 11 ÖVP, 7 SPÖ und 1 FPÖ.
- Mit den Gemeinderats- und Bürgermeisterwahlen in Oberösterreich 2009 hatte der Gemeinderat folgende Verteilung: 12 ÖVP, 5 SPÖ und 2 FPÖ.[15]
- Mit den Gemeinderats- und Bürgermeisterwahlen in Oberösterreich 2015 hatte der Gemeinderat folgende Verteilung: 12 ÖVP, 4 FPÖ und 3 SPÖ.[16]
- Mit den Gemeinderats- und Bürgermeisterwahlen in Oberösterreich 2021 hat der Gemeinderat folgende Verteilung: 11 ÖVP, 5 SPÖ und 3 FPÖ.[17]

### Bürgermeister
Bürgermeister seit 1850 waren:
- 1850–1858 Michael Watzinger
- 1858–1861 Franz Parzmair
- 1861–1864 Franz Imlinger
- 1864–1867 Josef Schiller
- 1867–1869 Carl Oberndorfer
- 1869–1870 Karl Leitner
- 1870–1876 Karl Sonntag
- 1876–1879 Georg Hüttmayr
- 1879–1882 Mathias Ennser
- 1882–1885 Balthasar Humer
- 1885–1888 Karl Leitner
- 1888–1891 Johann Schachreiter
- 1891–1894 Mathias Steinbrückner
- 1894–1897 Leopold Salfinger
- 1897–1900 Josef Eder
- 1900–1903 Johann Niedermair
- 1903–1906 Josef Parzmair
- 1906–1909 Franz Burgstaller
- 1909–1912 Mathias Schiller
- 1912–1919 Alois Watzinger
- 1919–1924 Johann Hainbucher
- 1924–1929 Mathias Ennser
- 1929–1938 Alois Steinhuber
- 1938–1939 Friedrich Steiner
- 1939–1944 Josef Krackowizer
- 1944–1945 Alois Schönberger
- 1945–1949 Karl Ebner
- 1949–1961 Johann Staudinger
- 1961–1979 Franz Niedermaier
- 1979–1997 Alois Schönberger
- 1997–2015 Alois Steinhuber (ÖVP)
- seit 2015 Christian Mader (ÖVP)

### Wappen
Blasonierung: In Grün über einem schwarzen, von einer goldenen Leiste gesäumten Hügel, darin ein goldener, römerzeitlicher Topf, ein silbernes, geradarmiges Patriarchenhochtatzenkreuz. Die Gemeindefarben sind Schwarz-Gelb-Rot.
Das Tongefäß im 1985 verliehenen Wappen verweist auf die römerzeitlichen Funde bei Breitenschützing, der schwarze Hügel steht für die Lehmvorkommen und die damit verbundene Ziegelindustrie. Das Kreuz bezieht sich auf die Philippsbergkirche mit ihrem Patrozinium zum Heiligen Kreuz.

## Persönlichkeiten

### Söhne und Töchter der Gemeinde
- Johann Staudinger (1889–1963), Politiker (ÖVP) und Landwirt
- Karl Pülzl (1912–1986), Politiker (SPÖ)

### Mit der Gemeinde verbundene Persönlichkeiten
- Richard Obermayr (* 1970), Schriftsteller